# Cerchysius ugandensis
Cerchysius ugandensis är en stekelart som beskrevs av Geoffrey John Kerrich 1954.
Cerchysius ugandensis ingår i släktet Cerchysius och familjen sköldlussteklar. Artens utbredningsområde är Uganda. Inga underarter finns listade i Catalogue of Life.